# Sweden Solar System

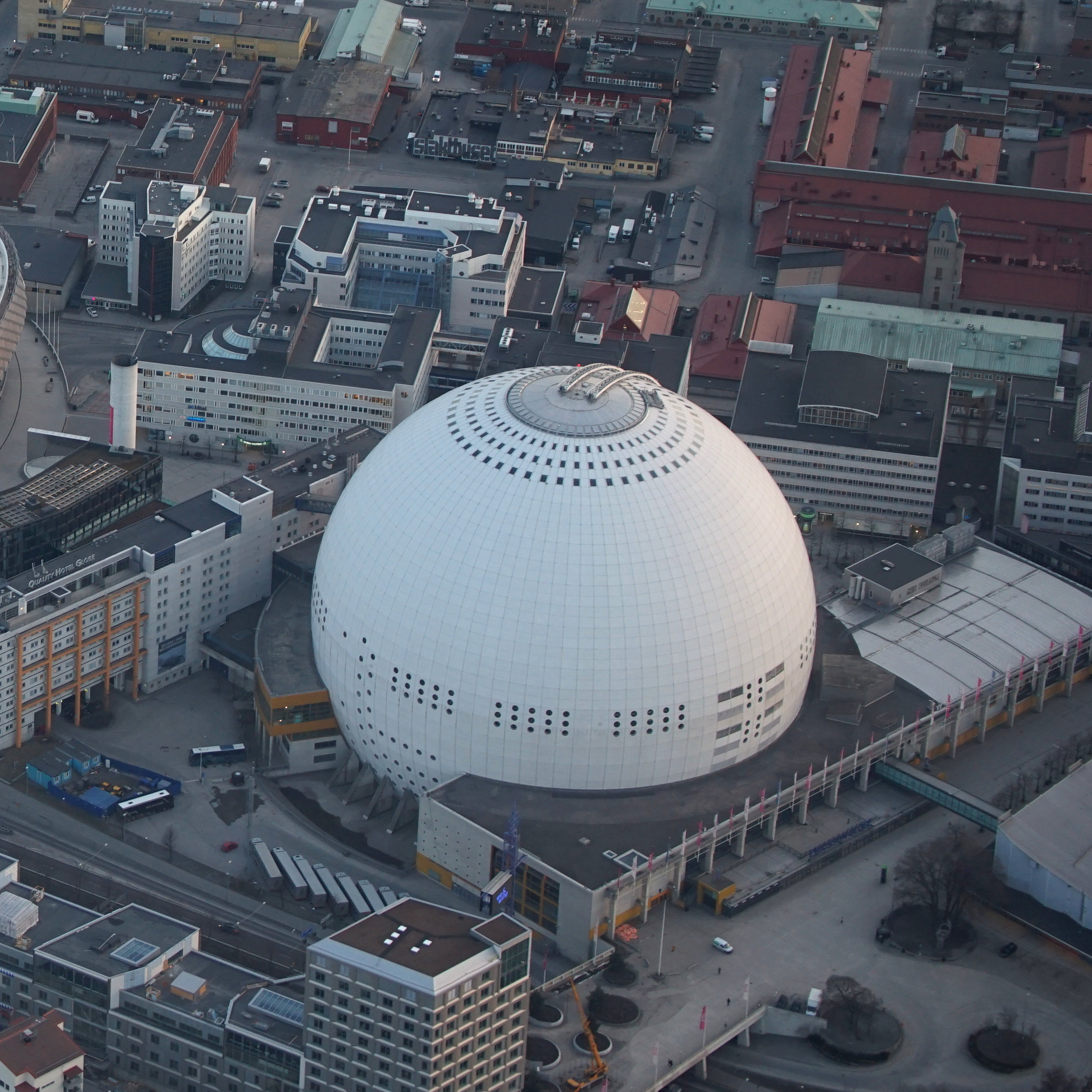
Die Sonne wird von der Avicii Arena (lokal auch Globen genannt) in Stockholm repräsentiert.

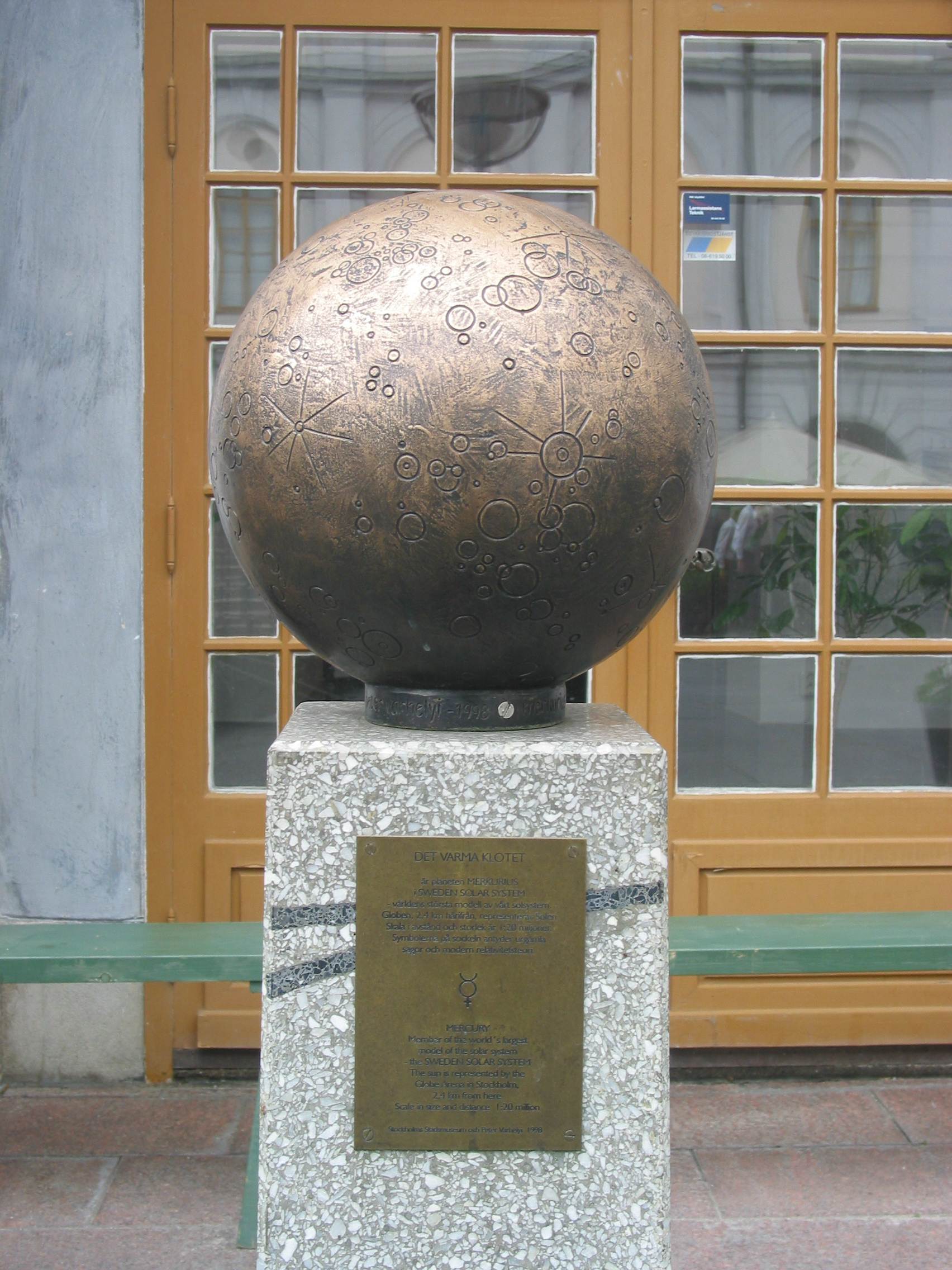
Das Merkurmodell ist eine Statue des Bildhauers Peter Varhelyi vor dem Stockholmer Stadtmuseum.

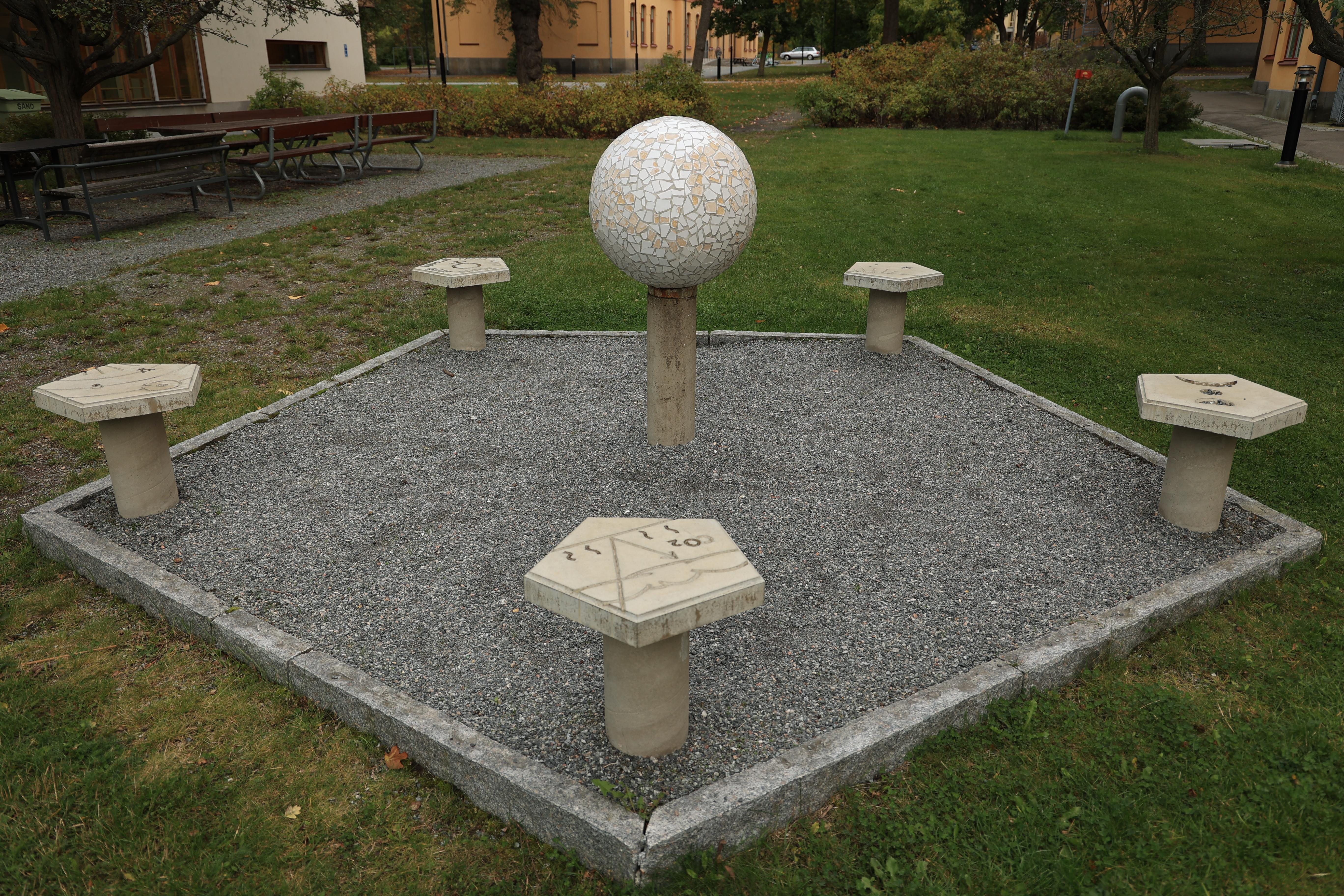
Modell der Venus am Haus der Wissenschaft in Stockholm

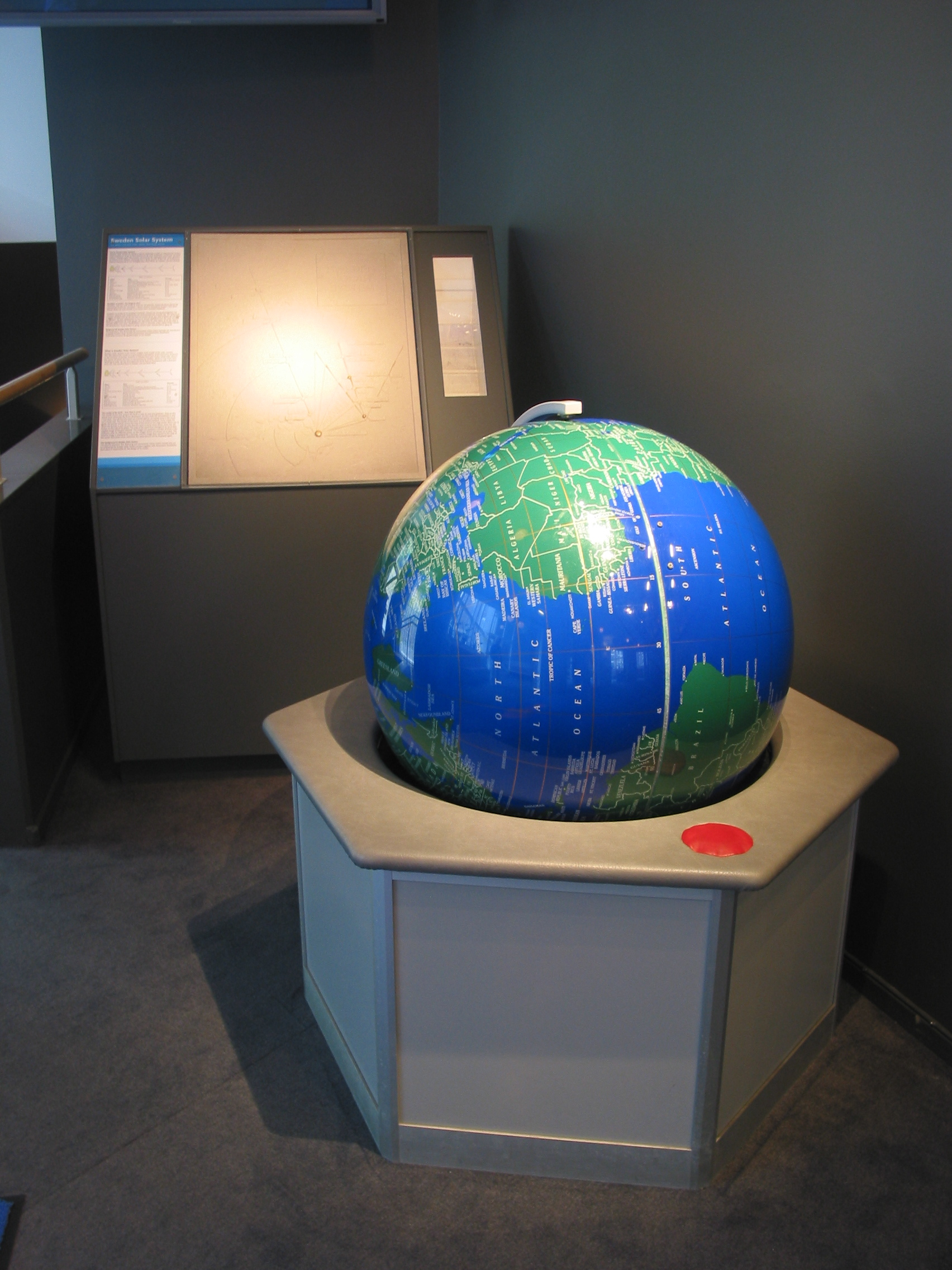
Die Erde im Naturhistoriska riksmuseet.

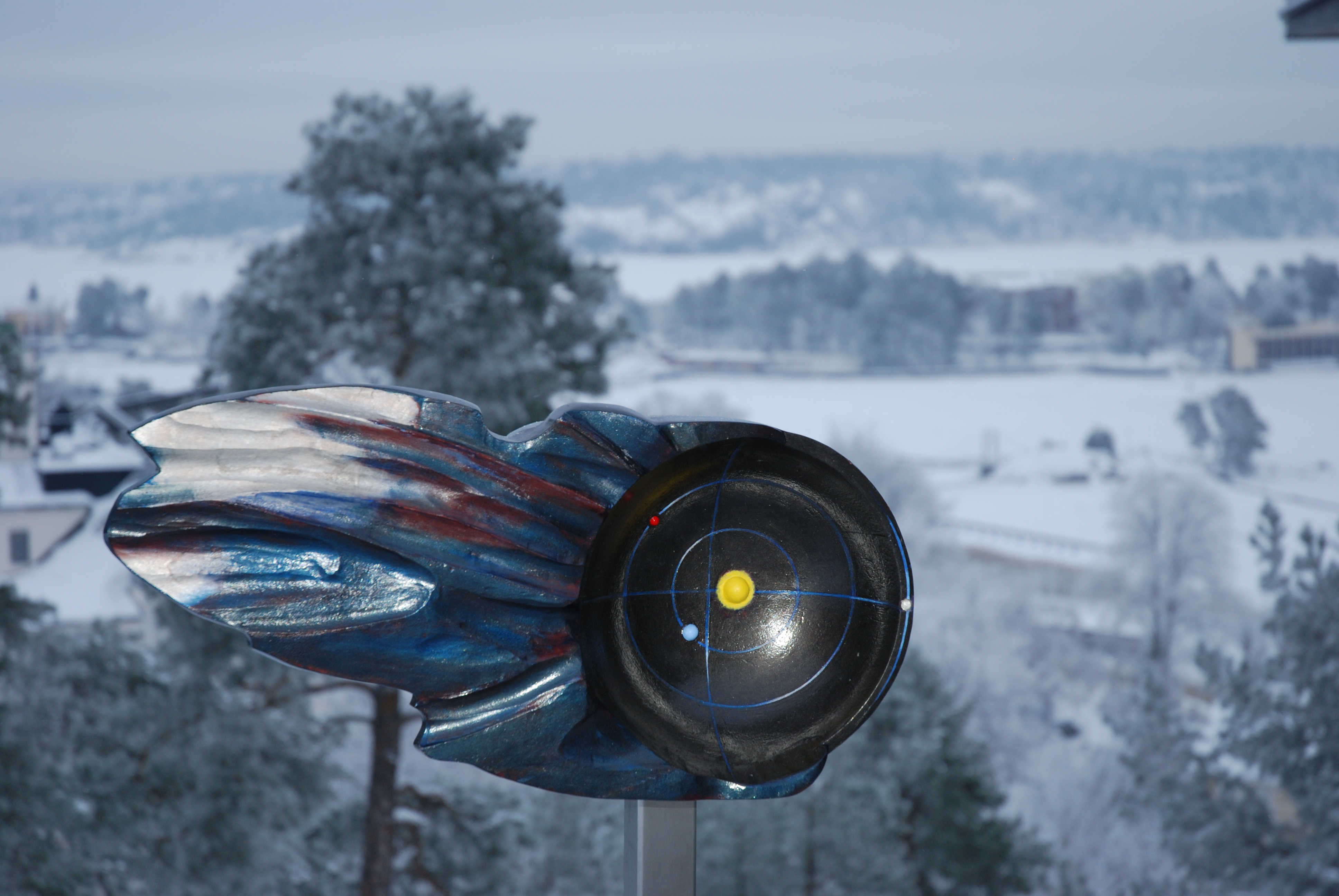
Diese Skulptur von Bosse Falk zeigt den Asteroid (36614) Saltis.

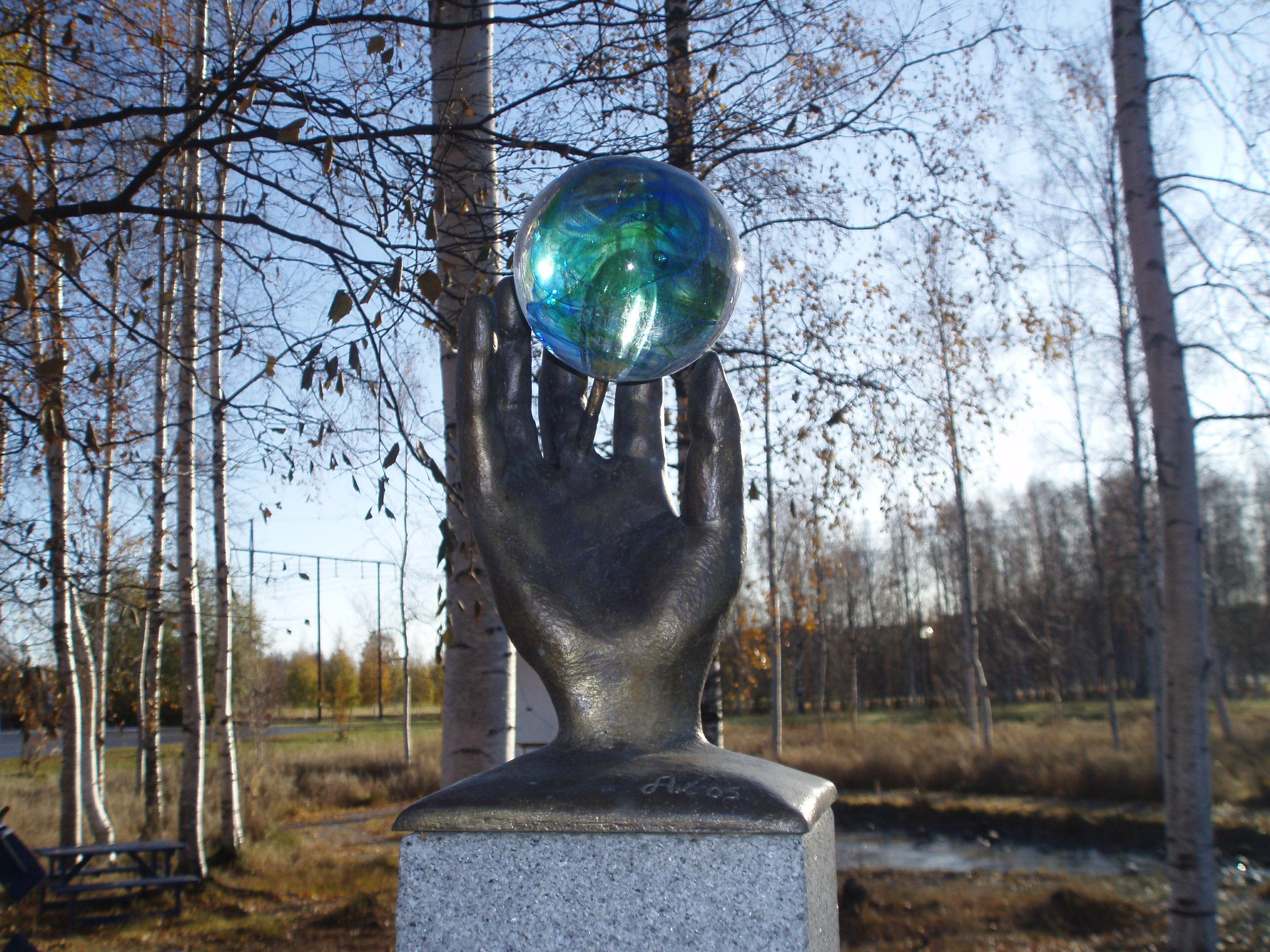
Die Skulptur für den Zwergplaneten Sedna schuf Antero Koskitalo.

Das Sweden Solar System ist ein maßstabsgetreues Modell des Sonnensystems in Schweden. Das Zentrum bildet die Mehrzweckarena Avicii Arena in Stockholm, die im Modell die Sonne darstellt. Die Planeten und andere Objekte sind über ganz Schweden verteilt, von Kiruna im Norden bis Karlshamn im Süden.

## Geschichte und Aufbau des Modells
Die Idee zum Sweden Solar System entstand in den 1990er-Jahren bei einem Seminar am damaligen astronomischen Observatorium in Saltsjöbaden, das zur Universität Stockholm gehörte. Die treibenden Kräfte bei der Ausführung des Vorhabens waren der Plasmaphysiker Nils Brenning und der Astronom Gösta Gahm. Der Aufbau des Modells erfolgte schrittweise, in Zukunft sind außerdem Erweiterungen geplant.
Als Mittelpunkt und Sonne des Modells fungiert die Avicii Arena am Südrand des Stockholmer Stadtzentrums, das ehemals größte (seit 2023 nach The Sphere das zweitgrößte) sphärische Gebäude der Welt. Die anderen Objekte werden von maßstabsgetreuen Skulpturen, Blumenrabatten oder im Ausnahmefall gravierten Platten gebildet. Das kleinste Modell der Darstellung, der Asteroid Palomar-Leiden (5025 P-L), ist nur den fünften Teil eines Millimeters groß. Das Jupitermodell ist eine Blumenrabatte mit einem Durchmesser von sieben Metern.
Der Maßstab des gesamten Modells beträgt 1:20 Millionen. Eine Astronomische Einheit entspricht 7,6 km, somit wurde das Modell der Erde im Naturhistorischen Reichsmuseum platziert. Alle inneren Planeten sind nicht weiter als 12 km vom Modellzentrum entfernt.
Das Modell des Jupiters, des nächsten Himmelskörpers von den äußeren Planeten, steht im Clarion Hotel auf dem Flughafen Arlanda, etwa 40 km vom Ericsson Globe. In Uppsala, 73 km vom Zentrum, ist das Saturnmodell geplant und der äußerste Zwergplanet Sedna hat einen Abstand von 810 km. Neben den Planeten zeigt das Modell auch andere Objekte unseres Sonnensystems, wie Asteroiden und Kometen. Eine Darstellung des Termination Shock in Kiruna, 950 km vom Mittelpunkt, ist gegenwärtig das am weitesten entfernte Modell.
Damit ist Sweden Solar System das weltgrößte Modell unseres Sonnensystems. Kleinere Sonnensystembeispiele sind im Artikel Planetenweg enthalten.

## Die Sonne
| Objekt | Platz             | Größe (Durchmesser in m)      | Abstand vom Globen (km) | Lagekoordinaten                 |
| ------ | ----------------- | ----------------------------- | ----------------------- | ------------------------------- |
| Sonne  | Globen, Stockholm | 110 (Maßstabsgetreu wären 71) | 0                       | 59° 17′ 36,8″ N, 18° 4′ 59,6″ O |

## Die inneren Planeten
| Objekt | Platz                                 | Größe (Durchmesser in m) | Abstand vom Globen (km) | Lagekoordinaten                 |
| ------ | ------------------------------------- | ------------------------ | ----------------------- | ------------------------------- |
| Merkur | vor Stockholmer Stadtmuseum           | 0,25                     | 02,9                    | 59° 19′ 11″ N, 18° 4′ 14″ O     |
| Venus  | am Haus der Wissenschaft in Stockholm | 0,62                     | 05,5                    | 59° 21′ 9,7″ N, 18° 3′ 30,6″ O  |
| Erde   | Naturhistoriska riksmuseet, Stockholm | 0,65                     | 07,6                    | 59° 22′ 8,5″ N, 18° 3′ 12,3″ O  |
| Mond   | Naturhistoriska riksmuseet, Stockholm | 0,176                    | 07,6                    | 59° 22′ 8,5″ N, 18° 3′ 12,3″ O  |
| Mars   | Mörby Centrum, Danderyd               | 0,35                     | 11,6                    | 59° 23′ 52,6″ N, 18° 2′ 11,6″ O |

## Die äußeren Planeten
| Objekt  | Platz                     | Größe (Durchmesser in m) | Abstand vom Globen (km) | Lagekoordinaten                  |
| ------- | ------------------------- | ------------------------ | ----------------------- | -------------------------------- |
| Jupiter | Flughafen Arlanda, Märsta | 7,3                      | 040                     | 59° 38′ 58,5″ N, 17° 55′ 50,4″ O |
| Saturn  | Celsiustorget, Uppsala    | 6,1                      | 073                     | 59° 51′ 34″ N, 17° 38′ 14″ O     |
| Uranus  | Lövstabruk                | 2,1                      | 146                     | 60° 24′ 30,9″ N, 17° 52′ 36,5″ O |
| Neptun  | Park in Söderhamn         | 2,5                      | 229                     | 61° 18′ 7″ N, 17° 3′ 19″ O       |

## Plutoiden
| Objekt | Platz                                            | Größe (Durchmesser in m) | Abstand vom Globen (km) | Lagekoordinaten                  |
| ------ | ------------------------------------------------ | ------------------------ | ----------------------- | -------------------------------- |
| Pluto  | Park am Staffanshof, Delsbo, Gemeinde Hudiksvall | 0,12                     | 300                     | 61° 47′ 52″ N, 16° 32′ 58″ O     |
| Charon | Park am Staffanshof, Delsbo, Gemeinde Hudiksvall | 0,06                     | 300                     | 61° 47′ 52″ N, 16° 32′ 58″ O     |
| Ixion  | Technicus, Härnösand                             | 0,065                    | 360                     | 62° 37′ 49″ N, 17° 56′ 12″ O     |
| Eris   | Curiosum, Kunstcampus Umeå                       | 0,13                     | 510                     | 63° 49′ 14,2″ N, 20° 16′ 34,1″ O |
| Sedna  | Haus der Technik, Luleå                          | 0,10                     | 810                     | 65° 36′ 59,5″ N, 22° 8′ 6″ O     |

## Andere Objekte
| Objekt                    | Platz                                            | Größe (mm)                   | Abstand vom Globen (km) | Lagekoordinaten                   |
| ------------------------- | ------------------------------------------------ | ---------------------------- | ----------------------- | --------------------------------- |
| Asteroid (433) Eros       | Schule in Danderyd                               | 2 × 0,7 × 0,7                | 011,7                   | 59° 23′ 38″ N, 18° 2′ 41″ O       |
| Asteroid (36614) Saltis   | Schule in Saltsjöbaden, ehemaliges Observatorium | < 1                          | 011,7                   | 59° 16′ 21″ N, 18° 18′ 17″ O      |
| Asteroid (5025) Mecisteus | Alsike                                           | 0,2                          | 060                     | etwa 59° 45′ 25″ N, 17° 45′ 57″ O |
| Saturns Monde             | Schulen in Uppsala                               | –                            | 073                     |                                   |
| Halleyscher Komet         | Wissenschaftszentrum Balthazar, Skövde           |                              | 204                     | 58° 23′ 14″ N, 13° 51′ 11″ O      |
| Komet Swift-Tuttle        | Wissenschaftszentrum in Karlshamn                | < 10 (Durchmesser des Kerns) | 390                     | 56° 11′ 39″ N, 14° 51′ 9″ O       |
| Termination Shock         | Institut für Raumphysik, Kiruna                  |                              | 950                     | 67° 50′ 27″ N, 20° 24′ 34,5″ O    |